# Estatuto Político-Administrativo da Região Autónoma da Madeira
O Estatuto Político-Administrativo da Região Autónoma da Madeira está em sua primeira revisão.
A Assembleia da República decreta, nos termos da alínea b) do artigo 161.º da
Constituição, ouvida a Assembleia Legislativa Regional da Madeira, para valer como lei geral da República o seguinte:

## Título I

### Princípios fundamentais
Região Autónoma da Madeira
O arquipélago da Madeira constitui uma Região Autónoma da República Portuguesa, dotada de Estatuto Político-Administrativo e de órgãos de governo próprio.
Pessoa colectiva territorial
A Região Autónoma da Madeira é uma pessoa colectiva territorial, dotada de personalidade jurídica de direito público.
Território
1 - O arquipélago da Madeira é composto pelas ilhas da Madeira, do Porto Santo,
Desertas, Selvagens e seus ilhéus.
2 - A Região Autónoma da Madeira abrange ainda o mar circundante e seus fundos, designadamente as águas territoriais e a zona económica exclusiva, nos termos da lei.
Regime autonómico
1 - O Estado respeita, na sua organização e funcionamento, o regime autonómico insular e a identidade regional como expressão do seu direito à diferença.
2 - O regime autonómico próprio da Região Autónoma da Madeira fundamenta-se nas suas características geográficas, económicas, sociais e culturais e nas históricas aspirações autonomistas do seu povo.
Autonomia política, administrativa, financeira, económica e fiscal
1 - A autonomia política, administrativa, financeira, económica e fiscal da Região
Autónoma da Madeira não afecta a integridade da soberania do Estado e exerce-se no quadro da Constituição e deste Estatuto.
2 - A autonomia da Região Autónoma da Madeira visa a participação democrática dos cidadãos, o desenvolvimento económico e social integrado do arquipélago e a promoção e defesa dos valores e interesses do seu povo, bem como o reforço da unidade nacional e dos laços de solidariedade entre todos os portugueses.